# Прапор Айови
Прапор Айови (англ. Flag of Iowa) — один із символів американського штату Айова. В основу прапора покладено прапор Франції, оскільки штат Айова був частиною французького володіння Луїзіана в Нової Франції. Через ширшу середню смугу й симетричний дизайн, проєкт прапора іноді класифікується як «Канадський стовп».
Прапор штату Айова складається з трьох вертикальних смуг — синього, білого та червоного кольорів. На білій смузі зображений білоголовий орлан, що тримає в дзьобі довгу стрічку з девізом англ. Our liberties we prize and our rights we will maintain, взятим з державної печатки штату. Нижче вміщено назву штату «Iowa», виконане засічним шрифтом червоного кольору.
Прапор був прийнятий в 1921 році, після попереднього схвалення Державною радою оборони штату Айова в травні 1917 року. Він був розроблений в 1917 році мешканкою Ноксвілл Діксі Корнелл Гебхардт.